# José Guillén
Pour les articles homonymes, voir Guillén.
José Guillén, né le 17 mai 1976 à San Cristóbal (République dominicaine), est un joueur dominicain de baseball évoluant en Ligue majeure de baseball avec les Giants de San Francisco.

## Carrière
Guillén se joint aux Royals de Kansas City le 4 décembre 2007 lorsqu'il accepte un contrat de trois saisons pour 36 millions de dollars. Il joue pour Kansas City en 2008 et 2009. Le 29 mai 2008, alors que les Royals viennent d'encaisser une dixième défaite de suite, il fait une sortie contre ses coéquipiers, déclarant aux journalistes :  « Il y a trop de bébés ici. Ils ne savent pas jouer ni gagner (...) Maintenant je sais pourquoi cette franchise perd toujours depuis longtemps. Maintenant je sais. » En revanche, Guillén défend du même souffle son manager, Trey Hillman.
Guillén amorce la saison 2010 avec les Royals. Après avoir maintenu une moyenne au bâton de ,255 avec 16 circuits en 106 matchs, il est désigné pour assignement le 5 août. Le 13 août, il est échangé aux Giants de San Francisco contre un joueur à être nommé plus tard et une somme d'argent qualifiée de « considérable. ».